# Crenadactylus rostralis
El gecko sin garras del suroeste de Kimberley (Crenadactylus rostralis) es una especie de gecko del género Crenadactylus, perteneciente a la familia Diplodactylidae. Fue descrita científicamente por Storr en 1978.

## Distribución
Se encuentra en Australia (suroeste de Kimberley).